# Região Nordeste (Macedônia do Norte)
Região Nordeste  (em macedônio/macedónio:  Североисточен плански регион, em albanês:  Rajoni verilindor) é uma das oito regiões estatísticas da Macedônia do Norte. Faz fronteira com o Kosovo e a Sérvia a norte e com a Bulgária a leste. É limitada internamente às regiões estatísticas de Skopje e Leste.

## Municipalidades
A região nordeste inclui seis municípios, que compõem a divisão administrativa deste país balcânico:
- Município de Kratovo
- Município de Kriva Palanka
- Município de Kumanovo
- Município de Lipkovo
- Município de Rankovce
- Município de Staro Nagoričane

## Demografia

### População
A população atual da região nordeste é de 172 787 habitantes ou 8,5% da população total da República da Macedônia do Norte, de acordo com o último censo populacional de 2002.
| Ano censitário | População | Alteração |
| -------------- | --------- | --------- |
| 1994           | 163 841   | N/A       |
| 2002           | 172 787   | +5,46%    |

### Etnias

Mapa dos grupos étnicos majoritários da região.

O maior grupo étnico da região é o macedônio. Os albaneses, os sérvios e os ciganos também representam uma população significativa.